# Loyes
Loyes est une ancienne commune française située dans le département de l'Ain en région Auvergne-Rhône-Alpes. Commune associée à Mollon et Villieu à partir de 1974, elle est définitivement intégrée à la commune de Villieu-Loyes-Mollon le 21 décembre 1994.
Ses habitants sont les Loyards.

## Géographie

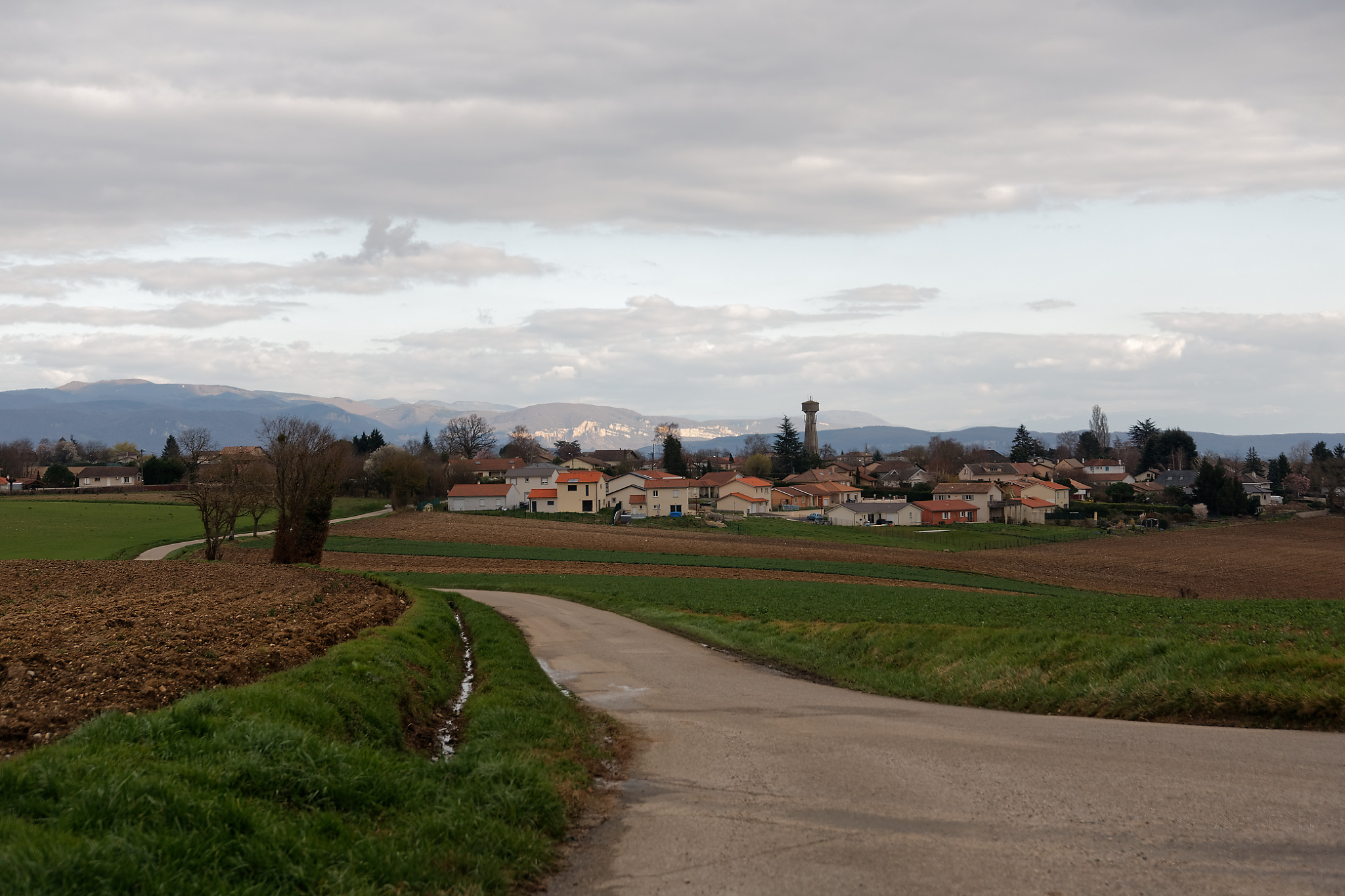
Vue du village de Loyes

### Climat
| Mois                              | jan. | fév. | mars  | avril | mai   | juin | jui. | août | sep. | oct.  | nov. | déc.  | année   |
| --------------------------------- | ---- | ---- | ----- | ----- | ----- | ---- | ---- | ---- | ---- | ----- | ---- | ----- | ------- |
| Température minimale moyenne (°C) | −1,7 | −0,3 | 1,4   | 4,2   | 8,3   | 11,2 | 13,4 | 12,9 | 10,5 | 7,1   | 2,3  | −0,8  | 5,7     |
| Température moyenne (°C)          | 1,8  | 3,7  | 6,4   | 9,6   | 13,8  | 17,1 | 19,8 | 19,1 | 16,3 | 11,8  | 6,1  | 2,5   | 10,7    |
| Température maximale moyenne (°C) | 5,3  | 7,8  | 11,4  | 15,1  | 19,3  | 23,1 | 26,2 | 25,3 | 22   | 16,4  | 9,9  | 5,7   | 15,6    |
| Précipitations (mm)               | 93,8 | 86,9 | 100,8 | 93,9  | 111,5 | 98,2 | 66,5 | 91,6 | 98,1 | 102,7 | 107  | 102,1 | 1 153,1 |
| Humidité relative (%)             | 86   | 83   | 77    | 74    | 75    | 75   | 72   | 75   | 80   | 85    | 86   | 87    | 79,58   |

| Mois                     | jan. | fév. | mars | avril | mai | juin | jui. | août | sep. | oct. | nov. | déc. | année |
| ------------------------ | ---- | ---- | ---- | ----- | --- | ---- | ---- | ---- | ---- | ---- | ---- | ---- | ----- |
| Nombre de jours avec gel | 18,5 | 14,6 | 12,1 | 5,7   | 0,5 | 0    | 0    | 0    | 0,2  | 1,9  | 9,8  | 17,6 | 80,9  |

## Politique et administration
Ci-dessous la liste des maires de la commune jusqu'à 1974 puis de 1974 à 1994 (commune associée).

### Liste des maires de Loyes
| Période                                  | Période | Identité                        | Étiquette | Qualité                                                                        |
| ---------------------------------------- | ------- | ------------------------------- | --------- | ------------------------------------------------------------------------------ |
| avant 1943                               | ?       | Aimé Baboin-Jaubert (1888-1985) |           | Industriel en soieries et tulle de soie Nommé conseiller départemental en 1943 |
| Les données manquantes sont à compléter. |         |                                 |           |                                                                                |

### Liste des maires délégués de Loyes
| Période | Période | Identité | Étiquette | Qualité |
| ------- | ------- | -------- | --------- | ------- |

## Histoire
Le 4 octobre 1897 Villieu alors hameau de Loyes devient une commune à part entière. Le 1er janvier 1974, Loyes fusionne avec Villieu et Mollon pour former la commune Villieu-Loyes-Mollon. Elle devient une commune associée tout comme Mollon jusqu'au 1er janvier 1995, date à laquelle la fusion est transformée en fusion simple.

## Population et société

### Démographie
Les données ci-dessous comportent le nombre d'habitants pour la commune. Les habitants de Villieu sont compris dans les données jusqu'en 1896.
| 1793  | 1800  | 1806 | 1821 | 1831  | 1836  | 1841  | 1846  | 1851  |
| ----- | ----- | ---- | ---- | ----- | ----- | ----- | ----- | ----- |
| 1 063 | 1 010 | 976  | 940  | 1 071 | 1 000 | 1 135 | 1 010 | 1 143 |

| 1856  | 1861  | 1866  | 1872  | 1876  | 1881 | 1886 | 1891 | 1896 |
| ----- | ----- | ----- | ----- | ----- | ---- | ---- | ---- | ---- |
| 1 111 | 1 104 | 1 102 | 1 025 | 1 007 | 933  | 981  | 987  | 971  |

| 1901 | 1906 | 1911 | 1921 | 1926 | 1931 | 1936 | 1946 | 1954 |
| ---- | ---- | ---- | ---- | ---- | ---- | ---- | ---- | ---- |
| 427  | 385  | 348  | 281  | 314  | 302  | 287  | 314  | 301  |

| 1962 | 1968 | - | - | - | - | - | - | - |
| ---- | ---- | - | - | - | - | - | - | - |
| 310  | 298  | - | - | - | - | - | - | - |

### Médias
Le journal Le Progrès propose une édition quotidienne dédiée à la Dombes et à la Côtière.
Les journaux Voix de l'Ain et le Journal de la Côtière sont des hebdomadaires qui proposent des informations locales pour les différentes régions du département de l'Ain.
La chaîne France 3 Rhône-Alpes est disponible dans la région.
Une station radio locale est émise depuis Montluel : FC Radio.